# Tetrataenium rigens
Tetrataenium rigens är en växtart i släktet Tetrataenium och familjen flockblommiga växter.
Arten förekommer i södra Indien. Den beskrevs först som Heracleum rigens av Nathaniel Wallich och Augustin Pyrame de Candolle 1830, och fick sitt nu gällande namn av Ida Panovna Mandenova 1959.